# Роберт Лейрд Борден
 Сер Ро́берт Ле́йрд Бо́рден  (англ. Sir Robert Laird Borden; 26 червня 1854 — 10 червня 1937) — прем'єр-міністр Канади, адвокат, підприємець, викладач і ректор університетів Квінз та Макгілла.

## Біографія

### Політична кар'єра
1896 року Борден був обраний до парламенту від Консервативної партії, а в 1901 році очолив цю політичну силу, яка протягом наступного десятиріччя перебувала в опозиції.
1911 року консерватори перемогли на федеральних виборах і Борден обійняв посаду прем'єр-міністра Канади.
З початком Перщої світової війни у 1914 році трансформував свій уряд в адміністрацію воєнного часу та забезпечив прийняття закону Про військові заходи (англ. War Measures Act), який передбачав відправку на фронти півмільйона канадських вояків. Із затягуванням війни кількість волонтерів до канадського війська зменшилася і 1917 року правляча партія була змушена прийняти закон Про військову повинність (англ. War Services Act). Закон був порівняно схвально сприйнятий англомовною частиною населення країни, яка з лояльністю ставилася до Британської імперії, однак викликав значне невдоволення серед франкомовних канадців та спричинив розкол країни за мовною ознакою. Внаслідок цього розколу правлячі консерватори фактично не могли розраховувати на підтримку у Квебеці й були змушені сформувати коаліційний уряд із залученням частини лібералів, який став відомим як уряд юніоністів. На виборах 1917 року юніоністи отримали повну підтримку в англомовних провінціях Канади і суттєву більшість в парламенті країни, Борден зберіг за собою посаду прем'єр-міністра.
Серед вагомих досягнень Бордена на посаді глави уряду — створення Національної Ради Досліджень (англ. The National Research Council (NRC)) у 1916 році. За його правління було вперше введено податок з доходів населення. Цей податок розглядався як тимчасовий захід для наповнення державного бюджету країни під час війни, але так й не був ніколи скасований.
Борден знаний значними успіхами у просуванні Канади як окремої політичної сили на міжнародній арені, зокрема, значною мірою завдяки його старанням Канада та інші домініони Британської імперії незалежно від Британії стали у 1919 році підписантами Версальського мирного договору та членами новоствореної Ліги Націй.
У тому ж 1919 році Борден погодив використання військових для придушення Вінніпезького загального страйку.

## По завершенні політичної кар'єри
Борден пішов у відставку з посади Прем'єр-міністра Канади у липні 1920 року. По завершенні політичної кар'єри у 1920 році став ректором Університету Квінз та обіймав цю посаду до 1932 року.
На момент смерті перебував на чолі двох фінансових установ — був президентом канадського представництва банку «Barclays» та страхової компанії «Краун-Лайф». Помер 10 червня 1937 року, похований в Оттаві.

## Вшанування пам'яті
- Зображений на банкноті номіналом сто канадських доларів.
- На честь Бордена названо два селища — в Саскачевані та Західній Австралії.